# Tucker Jenkins
Peter Tucker Jenkins is een personage uit de Britse jeugddramaserie Grange Hill welke van 1978 tot 2008 werd uitgezonden door de BBC. Hij werd gespeeld door Todd Carty en behoorde tot de hoofdpersonages uit de eerste vier seizoenen. Het personage keerde later terug voor enkele gastrollen en had tussendoor zijn eigen spin-off-serie, Tucker's Luck, waarin hij zich had ontwikkeld van ongehoorzaam kind via rebelse tiener tot uitkeringsgerechtigde jongvolwassene.

## Casting
Carty volgde vanaf zijn vierde jaar acteerlessen op zaterdagmorgen op de Phildene Stage School waaraan ook een castingbureau verbonden was. Carty werd zodoende kandidaat gesteld voor de rol van Tucker en uit vijfhonderd andere kinderen gekozen. Carty vertelde dat hij werd gespot door de producent doordat hij voordrong, iets dat Tucker ook deed in de derde aflevering van het eerste seizoen, en dat hij voldoende elementen van zichzelf in de rol terugzag 

## Overzicht

### Grange Hill

#### Seizoen 1
Tucker Jenkins begint aan zijn eerste jaar op Grange Hill; hij sluit vriendschap met Benny Green (Terry Sue-Patt), een al even ondeugende jongen die uit een arm gezin komt en zich nog geen voetbalschoenen kan veroorloven. Tucker zorgt ervoor dat Benny alsnog mee kan doen met het schoolelftal. . Ook kan hij goed opschieten met Alan (George Armstrong) en Tommy (later gespeeld door Tommy McCarthy). Justin Bennett daarentegen wordt zijn aartsrivaal; de verlegen rijkeluiszoon kan niet lachen om de grapjes van Tucker die hem tijdens de zwemles in het water duwt en zijn broek steelt om deze vanuit het raam te laten hangen. Justin neemt wraak door de leraar te vertellen dat de vriendenclub van Tucker is blijven doorspelen in het zwembad. Voor straf mogen ze niet meer naar de zwemles en moeten ze nablijven. Reden te meer voor Benny om Tucker een koekje van eigen deeg te geven en met zijn broek aan de haal te gaan.
De rivaliteit tussen Tucker en Justin bereikt een dieptepunt wanneer zij zich in een loods met gebruikte wapens op een een bouwterrein bevinden en elkaar uitdagen tot gevaarlijke spelletjes. Achtervolgd door boze bouwvakkers klimt Justin een gebouw op waar hij van afvalt en onder meer een hersenschudding oploopt. Tucker en Benny moeten dit slechte nieuws van Justins vader vernemen; ook hebben zij de twijfelachtige primeur om als eerste leerlingen van Grange Hill te worden bestraft met stokslagen. Tucker zegt dat hij wel wat kan hebben, maar Benny neemt het hem andermaal kwalijk dat ze in de problemen zitten. 
Tegen de tijd dat Tucker meedoet aan de verkiezingen voor de leerlingenraad heeft zijn slechte reputatie hem ingehaald. Tot zijn grote teleurstelling wordt niet hij maar Ann Wilson tot de nieuwe voorzitter benoemd. De overige kandidaten waren Trisha Yates en Michael Doyle, zoon van een gemeenteraadslid, die zich schuldig maakt aan wapendiefstal. Tucker betrapt Doyle op heterdaad maar kan hem niet verlinken bij de rector, Mr. Mitchell, omdat het zijn woord tegenover dat van Doyle zal zijn. Echter, met bruut geweld slaagt Tucker erin om Doyle te dwingen het pistool terug te geven. Doyle neemt wraak door te pas en onpas racistische taal uit te slaan naar Benny. Tucker springt in de verdediging, maar kan Benny geen 24 uurs-bescherming bieden en moet werkeloos toezien hoe zijn beste vriend van school spijbelt. Pas als Mr. Mitchell hem opzoekt durft Benny te vertellen dat hij wordt gepest.

#### Seizoen 2
Tucker heeft in de eerste vier afleveringen slechts een bijrol. Dit omdat de nieuwe scholieren serieuzere dingen meemaken dan kwajongensstreken.  De dyslectische Simon Shaw treedt toe tot de vriendenclub van Tucker; ze breken's avonds in op school om Benny te bevrijden uit een geheime plek die bij toeval was ontdekt. Daarbij steken ze per ongeluk de aula in brand en gaan de decors voor het geplande toneelstuk verloren. Shaw wordt als enige opgepakt, maar hoewel Tucker de dans ontspringt moet hij meehelpen de schade te herstellen die de brand heeft veroorzaakt.
Een doorlopend thema in dit seizoen is de afschaffing van het schooluniform waarvoor het actiecomité SAG is opgericht. Tucker, die inmiddels zijn leren jasje draagt, maakt liever een einde aan de scheiding tussen arm en rijk in de kantine. Benny, die tijdens zo'n lunchpauze een gratis maaltijd krijgt voorgeschoteld, wordt weer eens gepest door bullebak Michael Doyle. Tucker gaat met Doyle op de vuist totdat ze weer uit elkaar worden gehaald. Tucker laat zich door Jessica Samuels, het grote brein achter de SAG, overhalen om mee te doen aan de sit-in die plaatsvindt in de kantine. Het werkt; de protestactie haalt het nieuws, Tucker wint het respect van de nieuwe rector en de gescheiden kantinetafels voor de armere kinderen verdwijnen.

#### Seizoen 3
Ook in zijn derde jaar op Grange Hill moet Tucker het zonder een eigen doorlopende verhaallijn stellen. Tegen het einde van het seizoen heeft Tucker een baantje op het bouwterrein van Alans vader, net als Benny. Gedrieën ontdekken ze dat een van de bouwvakkers de werkvoorraden steelt en aan een schroothoop verkoopt. Mr. Humphries raakt bij het onderzoek betrokken, de louche werknemer wordt opgepakt en Tucker en zijn vrienden krijgen een beloning. In aflevering veertien helpt Tucker zijn klasgenoten met het opknappen van een bouwvallig recreatiecentrum. Als Cathy Hargreaves (Lindy Brill) echter haar voet breekt door over de verrotte vloer te struikelen ziet de school zich genoodzaakt het bouwproject af te blazen.
Een week later hangen Tucker en zijn vrienden zoals gewoonlijk in het winkelcentrum rond, net als hun klasgenoot Antoni Karamanopolis die met oudere scholieren van Brookdale omgaat. Nadat ze worden weggestuurd gaan beide bendes gaan elkaar te lijf om bont en blauw in de les te verschijnen. De rector verklaart het winkelcentrum tot verboden terrein en dreigt met strafmaatregelen. Tucker, Antoni en de anderen trekken zich niets aan van het bezoekverbod; ze gaan gewoon naar hun favoriete hangplek om elkaar uit te dagen tot gevaarlijke stunts. Tucker wordt in de fontein van het winkelcentrum geduwd en slaat op de vlucht zodra de surveillerende gymleraar Mr. Baxter (Michael Cronin) hem in het vizier heeft. Vervolgens krijgt Tucker schokkend nieuws te horen; Antoni is bij zijn uitdaging om over de muur van een parkeergarage te lopen naar beneden gevallen en heeft het niet overleefd. Het is dat de bende van Antoni hem verdedigde, anders zou Tucker nog zwaarder in de problemen zitten.

#### Seizoen 4
Tucker heeft weer een hoofdrol in dit seizoen waarin hij vierdeklasser is en de school tijdens de kerstperiode geteisterd wordt door vandalen. Mrs. McClusky, de nieuwe rector, voert dan ook strengere gedragsregels in die de leerlingen verbiedt om in de pauzes binnen te blijven. Tucker doet mee aan een wedstrijd om een nieuwe voorkant te ontwerpen voor de schoolkrant; de winnaar krijgt tien pond. Doyle is niet van plan om het hem makkelijk te maken, maar daar heeft Tucker weinig van te vrezen; van Booga Benson, een psychopaat uit de vijfde klas, des te meer. In de tweede aflevering betrapt Tucker een brugklasser op het spuiten van grafitti; de nieuwe conciërge denkt echter dat hij zelf de schuldige is en grijpt hem bij de kladden. Als Tucker door de conciërge van zich afduwt is hij nog verder van huis.
Door de pesterijen van Booga Benson raakt Tucker ervan overtuigd dat hij de vandaal is. Nadat Booga zijn ontwerp voor de schoolkrant heeft verscheurd spijbelt Tucker om een nieuwe te kunnen maken. Na afloop rent hij het schoolgebouw weer in, maar hij is gezien en moet zich melden op het kantoor van Mr. Baxter. Bij binnenkomst ziet Tucker dat Booga het kantoor overhoop haalt, hetgeen zijn vermoedens bevestigt. Booga snoert hem de mond, maar als Tucker hoort dat de disco op losse schroeven staat vanwege het aanhoudende vandalisme besluit hij niet langer te zwijgen. Dit leidt ertoe dat Tucker op de dansvloer in elkaar wordt geslagen door Booga en voor dood achtergelaten. Gelukkig overleeft hij het en wordt Booga gearresteerd.
Na langdurig herstel keert Tucker op tijd terug naar Grange Hill voor de schoolreis naar Frankrijk. Samen met Alan presteert hij het om Tommy aan boord van de bus te smokkelen. Als de Tommy bij de grenscontrole wordt betrapt gaat de schoolreis niet door, maar een nabijgelegen hotel biedt uitkomst. In aflevering dertien is Tucker verliefd op zijn klasgenote Pamela Cartwright; hij probeert haar diverse malen mee uit te vragen, totdat hij Pamela hoort zeggen dat ze nooit een relatie met hem zou beginnen. Nadat hij de bus van school naar huis heeft gemist redt Tucker een brugklasser uit de handen van een pedofiel. Ondanks dat zijn moeder erop staat besluit Tucker om niet naar de universiteit te gaan.
Tijdens de kerstdisco treedt Tucker op als dj met apparatuur die hij van zijn broer heeft geleend. Als de leerlingen van Brookdale de stereo proberen te vernielen breekt er een vechtpartij uit. Tucker en Doyle zetten voor deze ene keer hun geschillen opzij.

#### Seizoen 5
Officieel was Tucker uit de serie geschreven, maar vanwege zijn enorme populariteit vervulde Todd Carty nog gastrollen in het vijfde seizoen. In de eerste aflevering redt hij nieuwkomers Zammo en Jonah van bullebak Gripper Stebson, in ruil voor een stukje van hun chocoladereep. In aflevering zestien, School Revue verschijnen Tucker en de rest van de originele cast bij de talentenwedstrijd die hij eigenhandig redt door een fles champagne te kopen voor de loterij. Zelf treedt Tucker ook op met zijn band en brengt hij een ode aan leraar Mr. McGuffey.

### Comebacks

#### Tucker's Luck
Na zijn vertrek uit Grange Hill kreeg Tucker zijn eigen serie waarin ook Alan en Tommy te zien waren. Tucker's Luck liep drie seizoen en volgde de belevenissen van genoemd drietal in hun moeizame stap naar volwassenheid en betaald werk.

#### Tucker's Return
In 1989 speelde Carty opnieuw de rol van Tucker in de musical Tucker's Return. Deze werd opgevoerd in het Queen's Theatre van Hornchurch en ging over de terugkeer van Tucker naar Grange Hill als gymleraar. De overige rollen werden gespeeld door zowel recente acteurs als oudgedienden.

#### Laatste seizoenen Grange Hill
In 2003 verscheen Tucker na meer dan twintig jaar afwezigheid weer in de serie om zijn neefjes Togger en Tigger Johnson (de kinderen van zijn zus) naar school te brengen. Speciaal voor de laatste aflevering in 2008 maakte hij nog eenmaal zijn opwachting om Togger te waarschuwen niet dezelfde fout als hij te maken door voortijdig van school te gaan. Na een speech over het belang van scholengemeenchappen in het door klassen verdeelde Groot-Brittannië ging Tucker ervandoor op zijn motorfiets.

## Overigen

### Eastenders
Van 1990 tot 2003 speelde Carty in Eastenders de rol van Mark Fowler die het hiv-virus had en, voor zolang het duurde, op aidsremmers leefde. Nadat het personage buiten beeld kwam te overlijden prijkte er op de schoorsteenmantel in huize Fowler een foto van de jonge Carty als Tucker met diens onafscheidelijke leren jasje. 

### Ashes to Ashes
In de tweede aflevering van het eerste seizoen van Ashes to Ashes uit 2009, was Tucker een onzichtbaar personage. De hoofdfiguur, inspectrice Alex Drake, ziet haar dochter Molly begin april 1982 (volgens tegenstrijdige berichtgeving de 3e of de 5e) in een aflevering van Grange Hill. Molly (nieuwe opname) vertelt rector Bridget McClusky (archiefbeelden met nasynchronisatie van actrice  Gwyneth Powell) dat zij ruzie met Tucker had gevochten omdat hij had beweerd dat haar moeder Alex dood zou zijn.